# أحمد عبد السلام البقالي
أحمد عبد السلام البقالي (21 أكتوبر 1932 – 30 يوليو 2010) هو كاتب وروائي وشاعر مغربي، يُعدّ من أبرز الكتّاب المغاربة للأطفال، وأحد رواد أدب الخيال العلمي والقصة البوليسية في العالم العربي، أصدر عشرات المؤلفات في الشعر والرواية والقصة، وتُرجمت بعض أعماله إلى الإسبانية والفرنسية والروسية والرومانية، وأُنتجت أفلام ومسلسلات إذاعية وتلفزيونية عن بعض رواياته، كما حاز جوائز عربية ودولية مرموقة.

## النشأة
وُلد أحمد عبد السلام البقالي في 21 أكتوبر 1932 في مدينة أصيلة شمال المغرب، وسط بيت علم ودين، لأسرة شريفة النسب. كان جده لأبيه قائدًا للمجاهدين في معركة وادي المخازن، بينما كان جده لأمه، القائد سيدي الخضر غيلان، محرّر مدينة أصيلة من الاحتلال البرتغالي. تلقى تعليمه الابتدائي في مدينته، وحفظ القرآن الكريم على يد والده الفقيه عبد السلام البقالي، الذي كان مدير المدرسة الابتدائية، وإمام المسجد الأعظم وخطيبه ومفتي المدينة. نهل من مكتبة والده التراثية، واطّلع على الأدب العربي القديم من مكتبة خاله الهادي غيلان، كما انفتح على الأدب الغربي من خلال قراءاته بالإسبانية.
بدأ البقالي حياته الدراسية في أصيلة، ثم انتقل عام 1949 إلى تطوان لمتابعة التعليم الثانوي، حيث نشر أولى قصائده ونال جوائز في الشعر والمسرح. في 1953 سافر إلى القاهرة بعد نفي الملك محمد الخامس، فالتحق بالمدرسة الخديوية، ثم بكلية الآداب بجامعة القاهرة وتخرّج في علم الاجتماع عام 1959. أكمل دراساته العليا في جامعة كولومبيا بنيويورك، حيث حصل على الماجستير. عمل في السلك الدبلوماسي ملحقًا ثقافيًا في سفارة المغرب بواشنطن (1962)، ثم قنصلاً عامًا ومستشارًا صحافيًا في لندن (1965)، قبل أن يعود مستشارًا ثقافيًا في واشنطن. عام 1971 التحق بالديوان الملكي في الرباط، حيث عمل مترجمًا للملك الحسن الثاني حتى تقاعده سنة 2003.

## مسيرته الأدبية
بدايات أحمد عبد السلام البقالي مع الأدب كانت شعريّة، حيث انطلق في الخمسينيات بنشر قصائده الوطنية والاجتماعية في مجلات مثل «الأنيس» و«الأنوار» و«المعرفة»، وفي صحف كـ«النهار» بتطوان، ثم في «العلم» و«الميثاق الوطني» خلال الستينيات. امتد نشاطه الشعري إلى الساحة العربية عبر منابر بارزة مثل مجلة «الدوحة» القطرية و«الحرس الوطني» و«المجلة العربية» السعوديتين، وذلك من مطلع السبعينيات وحتى أوائل الألفية الجديدة، ونال عن قصائده أكثر من أربع عشرة جائزة، ومن أبرز دواوينه: «ظلال وجذور»، و«عصافير وغيوم»، و«النار والفراشة».
إلى جانب الشعر، خاض تجربة القصة القصيرة والرواية، فحصد عنها جوائز عدة، وصدرت له أعمال روائية بارزة في الخيال العلمي مثل «الطوفان الأزرق»، و«مدينة الأعماق»، و«مدائن السراب»، وأخرى في القصة البوليسية والمغامرات مثل «المدخل السري إلى كهف الحمام»، و«سأبكي يوم ترجعين»، و«الطريق إلى الجحيم».
كما أصدر أكثر من خمسين كتابًا شملت النقد، والترجمة، والمسرح الشعري والإذاعي والتلفزيوني، وأدب الأطفال والفتية، حيث حقق نجاحًا كبيرًا في هذا المجال بمجموعات مثل «الأمير الصغير واللؤلؤة العجيبة»، و«رحلة إلى القمر»، و«أسرار الغابة المسحورة».
ومع مطلع الثمانينيات، تفرغ تمامًا لكتابة قصص الأطفال واليافعين، فحاز عنها جوائز مرموقة مثل جائزة «المنظمة العربية للتربية والثقافة والعلوم»، وجائزة الملكة نور حرم الملك حسين. وقد تُرجمت بعض أعماله إلى الإسبانية والفرنسية والروسية والرومانية، وتحولت رواياته إلى أفلام ومسلسلات إذاعية وتلفزيونية، مما رسّخ مكانته كأحد أوائل كتّاب الخيال العلمي والقصة البوليسية في الأدب العربي.

## أسلوبه
تميّز أسلوب البقالي بالسرد المشوّق الذي يجمع بين الإيقاع السريع للأحداث والتحليل النفسي للشخصيات. في أعماله الموجهة للصغار، وظف البيئة المغربية بأزقتها وشواطئها وأسواقها، وأدخل عناصر من الثقافة الشعبية المحلية، بما فيها الأمثال والتعابير والأساطير مثل عيشة قنديشة. في الرواية، كان يميل إلى المزج بين الواقعية والخيال، وبين البنية البوليسية المشحونة بالغموض، ومفاهيم الخيال العلمي المستوحاة من معارفه الواسعة وقراءاته المتنوعة.

## أعماله
كتب أحمد عبد السلام البقالي عددًا كبيرًا من الأعمال التي تنوّعت بين الخيال العلمي والمغامرات الجريئة والقصة البوليسية، كما خاض غمار الرواية والقصة القصيرة والشعر، واهتم أيضًا بأدب الأطفال والمسرح والترجمة، فكانت حصيلته مؤلفات غنية ومتنوعة، من أبرزها:

### الشعر
- عيون
- لبيك يا وطني
- مختارات شعرية بعد الرحيل
- مجموعة أيامنا الخضراء
- ظلال وجذور
- عصافير وغيوم
- النار والفراشة

### القصص القصيرة
- قصص من المغرب[4]
- الفجر الكاذب
- يد المحبة
- المومياء
- العنف الثوري وقصص أخرى

### الرواية
- الطوفان الأزرق
- العنف الثوري
- سأبكي يوم ترجعين
- أماندا وبعدها الموت
- المدخل السري إلى كهف الحمام
- مدينة الأعماق
- مدائن السراب
- وامتزجت دموع العاشقين
- المهرجاني
- محمد الخامس المقاوم الأول
- المسيرة الخضراء
- مثلث الموت
- أسمى مراتب العشق
- المسيحية: الصمود أو الانهيار

### قصص الأطفال
- رواد المجهول
- السلسلة الذهبية
- نادية الصغيرة في فم الوحش
- بطل دون أن يدري
- صابر المغفل الماكر
- زياد ولصوص البحر
- علي بابا
- قنبلة موقوتة
- رأس الغول
- الأمير الأسير
- لا تبك يا أبي
- ثعلب الصحراء
- الرحلة الملعونة
- أعظم دور في حياته
- صبيحة المليحة القبيحة
- الأمير الغراب
- الكلب الناطق
- برق الغابة
- الجثة العائمة
- الكتاب الحي
- سر المجلد الغامض
- النصب على النصاب
- المرتشي والمنتمي
- الجرعة القاتلة
- سخط الله المسخوط
- خفقان القلب الصغير
- الشوهاء الحسناء
- الهجوم المضاد
- مكيكو مكواع
- خاطفو البنات
- القس قاذف اللهب
- الطريق إلى سفينة الكنز
- ثورة الأقزام
- نار المخيم - أناشيد وأغاني للأطفال
- جعفر الطيار
- ثعلب أصيلة
- كلاب الليل
- الحرب خدعة وانشرح قلبه للإيمان
- التمظهر المحاكاتي
- الله أكبر - جثة في بيت الدكتور
- فكري شوار تزنيغر الثالث - متاهة الشعراء
- عفاريت الشاطئ المهجور
- اختطاف
- الفخ البشري
- سر البحيرة الفارغة
- الرجل الذي تحداني
- الكنز الضائع
- عودة العيد
- كنز الأعماق
- زوار الشاطئ الخالي

### المسرح
- مولاي إدريس
- نار المخيم
- لن تقف المسيرة
- مصرع الخلخالي
- الرقاص الأسود
- عزيزة

### منشورات أخرى
- الإبداع وإشراقاته - دراسات وكلمات تأبينية (2011)
- مسارات
- حوار السيرة والذاكرة
- يلعب
- من ضمير حي: مختارات من نثريات حسن الشريف (مقالات وأعمال نثرية)

### مقالات
- أحمد عبد السلام البقالي – بطل لا يعرفه
- السيد عجرة (ترجي أحمد عبد السلام البقالي)
- وهم في الصحراء الغربية «أحمد عبد السلام البقالي»

### الترجمة
- رواية مغامرات سفير عربي في إسكندنافيا منذ ألف عام للكاتب مايكل كريتشتون

## جوائز وتشريفات
حاز أحمد عبد السلام البقالي أكثر من 14 جائزة عن شعره الوطني والاجتماعي أبرزها:
- جائزة المغرب للقصة (1952 و1955).
- جائزة المنظمة العربية للتربية والثقافة والعلوم لأدب الطفل.
- جائزة الملكة نور في الأردن.
- وسام العرش من درجة فارس (1974)[5]
- وسام العرش من درجة ضابط (1985)

## وفاته
توفي أحمد عبد السلام البقالي يوم 30 يوليو 2010 في مدينة الرباط، بعد مسيرة إبداعية ودبلوماسية امتدت قرابة ستة عقود، خلّف خلالها إرثًا أدبيًا متنوعًا جمع بين الشعر، والرواية، والقصة، والمسرح، وأدب الطفل، وأكد مكانته كأحد أبرز الأسماء في الأدب المغربي والعربي الحديث

## وصلات خارجية
- الموقع الرسمي